# 特盧馬奇
特盧馬奇（羅馬化：Tlumach）是烏克蘭伊凡諾-法蘭科夫斯克州伊凡諾-法蘭科夫斯克區特盧馬奇市鎮的城市及該市鎮之行政中心。特盧馬奇距離州府伊萬諾-弗蘭科夫斯克22公里，始建於1213年，面積19.57平方公里，2011年人口8,841。